# 帕格瓦扎布·尼亚木达瓦
帕格瓦扎布·尼亚木达瓦（1947年1月11日—）蒙古色楞格省西布伦县人，蒙古国政治人物。

## 生平
1971年自蒙古高等医学院（Mongolian Higher School of Medicine）毕业。1989年获得医学博士学位。1971年至1974年，在蒙古高等医学院任教，专业为细菌学。此后在卫生、感染和细菌学国立研究所（State Institute of Hygiene, Infections, and Bacteriology）历任实验室主任、研究工作者、学术秘书，1978年至1987年任该研究所副所长。1987年至1990年任蒙古人民共和国健康部副部长。1990年4月至9月任健康和社会保障部部长。1990年9月至1992年8月，在宾巴苏伦内阁中担任健康部部长，职责包括起草人口与遗传学政策、与世界卫生组织合作以及发展东方医学。1990年至1992年，任蒙古人民革命党中央委员会委员。1992年8月4日，被第一届国家大呼拉尔继续任命为健康部部长，但他并不是国家大呼拉尔委员。他是蒙古科学院院士。
2000年8月9日，他被任命为恩赫巴亚尔内阁的健康部部长。